# Vũ Phạm Từ
Vũ Phạm Từ (30 tháng 5 năm 1926 – 2006) là một đạo diễn điện ảnh Việt Nam. Ông được nhà nước Việt Nam phong tặng danh hiệu Nghệ sĩ ưu tú và là 1 trong 3 nghệ sĩ điện ảnh đầu tiên nhận được Huân chương Độc lập bên cạnh hai Nghệ sĩ Nhân dân Nguyễn Hồng Nghi và Đặng Nhật Minh.

## Tiểu sử
Vũ Phạm Từ sinh ngày 30 tháng 5 năm 1926 tại huyện Thanh Oai, tỉnh Hà Tây. Ông là cháu nội của nhà thơ Vũ Phạm Hàm, một trong ba tam nguyên dưới triều nhà Nguyễn cũng là tam khôi cuối cùng trong lịch sử Việt Nam. Cha ông là Vũ Phạm Phổ, con trai thứ ba của Vũ Phạm Hàm. Vũ Phạm Phổ từng là Tri phủ tại Lục Ngạn dưới triều Nguyễn. Ngày 17 tháng 7 năm 1945, quân Việt Minh tiến vào Lục Ngạn, Vũ Phạm Phổ nộp dấu ấn, sổ sách cho Việt Minh và đầu hàng. Sau Cách mạng Tháng Tám, Vũ Phạm Phổ đảm nhiệm Hội trưởng Hội Liên Việt huyện Lục Ngạn. Đến năm 1948, ông được Chủ tịch Hồ Chí Minh gửi thư khen ngợi và được kết nạp vào Đảng Cộng sản Việt Nam.
Vũ Phạm Phổ có 9 người con, trong đó ngoài Vũ Phạm Từ còn có Đại tá Vũ Phạm Thuyên là con trai trưởng, nhà báo Vũ Phạm Chánh, và nhà quay phim Vũ Phạm Chuân là con trai út.

## Cuộc đời
Năm 1945, Vũ Phạm Từ tham gia Thanh niên cứu quốc tại huyện Lục Ngạn, tỉnh Bắc Giang. Về sau, ông chủ yếu hoạt động ở mảng thông tin, từng là trưởng ty Thông tin của tỉnh Hải Ninh và giảng viên trường đại học tỉnh. Tháng 12 năm 1951, ông được Ban Tuyên huấn điều sang công tác điện ảnh. Năm 1952, phòng Điện ảnh – Nhiếp ảnh chuyển từ Tuyên Quang về Đồi Cọ. Cơ quan điện ảnh tại Đồi Cọ của chiến khu Việt Bắc lúc bấy giờ chính là nơi khai sinh của điện ảnh cách mạng Việt Nam. Vũ Phạm Từ là một trong những đạo diễn tham gia xây dựng ngành điện ảnh Việt Nam từ những ngày đầu thành lập ngành. Ngày 15 tháng 3 năm 1953, Chủ tịch Hồ Chí Minh ký Sắc lệnh số 147/SL quyết định đặt phòng Điện – Nhiếp ảnh thuộc Nha Tuyên truyền và Văn nghệ thành một doanh nghiệp Quốc gia lấy tên Doanh nghiệp quốc gia chiếu bóng và chụp ảnh Việt Nam, chính thức khai sinh ngành Điện ảnh Việt Nam. Vũ Phạm Từ là 1 trong 9 người tiếp nhận sắc lệnh này. Trong Ban phụ trách đầu tiên gồm 9 người, Vũ Phạm Từ là người phụ trách Ban Biên tập chính trị.
Năm 1956, Doanh nghiệp quốc gia chiếu bóng và chụp ảnh Việt Nam được tách làm 2 bộ phận là Xưởng phim Việt Nam và Quốc doanh phát hành phim và chiếu bóng Việt Nam (nay là FAFIM Việt Nam). Vũ Phạm Từ đảm nhiệm vai trò trưởng phòng Biên tập và sáng tác của xưởng phim cho đến năm 1959. Trong khoảng thời gian này, ông đã thực hiện nhiều bộ phim tài liệu như Hợp tác xã Thành Công, Chống cưỡng ép di cư, Khôi phục đường sắt Hà Nội – Mục Nam Quan, Mùa xuân ở Việt Bắc. Ông không chỉ chịu trách nhiệm đạo diễn mà còn làm nhiều công việc khác như dựng phim, thuyết minh. Năm 1959 là năm ngành điện ảnh Việt Nam bắt đầu có những bước ngoặt phát triển mạnh mẽ với sự ra đời của Trường Điện ảnh Việt Nam, Nhà máy cơ khí điện ảnh, và Xưởng phim Việt Nam được tách thành Xưởng Phim truyện Việt Nam, Xưởng phim Hoạt họa và búp bê, Xưởng phim Thời sự, tài liệu Trung ương. Vũ Phạm Từ bắt đầu theo học khóa đầu tiên của lớp đạo diễn điện ảnh kéo dài 3 năm của Trường Điện ảnh dưới sự đào tạo của một số đạo diễn đến từ Khối phía Đông như Ajdai Ibraghimov, một đạo diễn người Azerbaijan. Cùng khóa với ông còn có các Nghệ sĩ nhân dân như Trần Vũ, Bạch Diệp, Hải Ninh, Huy Thành. Sau khi hoàn thành khóa đạo diễn điện ảnh, ông về công tác tại Xưởng Phim truyện và bắt đầu chuyển sang mảng phim truyện. Ông được xem là một trong những đạo diễn phim truyện đầu tiên của Việt Nam.
Năm 1964, bộ phim Kim Đồng của ông được ra mắt khán giả. Bộ phim được do Vũ Phạm Từ và Nông Ích Đạt hợp tác xây dựng dựa trên tác phẩm cũng như kịch bản của nhà văn Tô Hoài. Đây là bộ phim truyện đầu tay của cả đạo diễn sau khi tốt nghiệp lớp đạo diễn khóa 1 từ Trường Điện ảnh Việt Nam. Ngoài hai ông, đoàn làm phim còn có sự tham gia của hai quay phim là Hồng Sến và Quang Tuấn, họa sĩ Ngọc Linh, nhạc sĩ Đỗ Minh và các diễn viên như Thanh Phương, Hoàng Yến, Long Vân, Sĩ Cừ. Mặc dù vẫn còn nhiều thiếu sót, nhưng Kim Đồng vẫn được đánh giá là một bộ phim hay của điện ảnh Việt Nam vào thời điểm bấy giờ. Tại Liên hoan phim Á Phi được tổ chức tại Jakarta cùng năm đó, bộ phim đã giành được giải Bandung cho phim thiếu nhi hay nhất và giải Lumunba cho quay phim, dựng phim và diễn xuất vai chính. Đến năm 1973, bộ phim tiếp tục giành được Bông sen bạc cho phim truyện nhân dịp kỷ niệm 20 năm ngày Cách mạng Việt Nam tại Liên hoan phim Việt Nam lần thứ 2.
Năm 1971, ông thực hiện bộ phim Người cộng sản trẻ tuổi về nhà cách mạng Lý Tự Trọng. Để có thể hồi tưởng lại chân thực cuộc đời và các sự kiện lịch sử diễn ra trong những năm 1929–1930, ông cùng đoàn làm phim đã bỏ 2 năm nghiên cứu báo chí cũ, tư liệu và hình ảnh có tại Bảo tàng Cách mạng cũng như các thư viện lớn. Ngay cả các diễn viên cũng đã nói chuyện và lắng nghe lời kể của những cán bộ cách mạng đã tham gia phong trào Nam kỳ 1930. Mặc dù đây là phim lịch sử cách mạng, một loại đề tài khác với đề tài chiến đấu phổ biến trong giai đoạn chiến tranh, nhưng bộ phim vẫn mắc một khuyết điểm là nặng về thể hiện sự kiện hơn là nội tâm nhân vật, dù vậy bộ phim cũng đã giành được Bông sen bạc tại Liên hoan phim Việt Nam lần thứ 2. Ba năm sau Vũ Phạm Từ cho ra mắt bộ phim sân khấu Người con gái đất đỏ về chị Võ Thị Sáu.
Bên cạnh nghề chính là đạo diễn, Vũ Phạm Từ còn thường vào vai các ông đồ hay quan huyện trong nhiều bộ phim. Năm 1997, ông được nhà nước phong tặng danh hiệu Nghệ sĩ ưu tú. Năm 2017, ông được truy tặng Huân chương Độc lập, trở thành 1 trong 3 nghệ sĩ điện ảnh đầu tiên được nhận huân chương này.

## Tác phẩm

### Phim tài liệu
| Năm  | Phim                                                  | Vai trò  | Vai trò   | Vai trò  | Quay phim               | Ghi chú                    | Nguồn         |
| Năm  | Phim                                                  | Đạo diễn | Biên kịch | Lời bình | Quay phim               | Ghi chú                    | Nguồn         |
| ---- | ----------------------------------------------------- | -------- | --------- | -------- | ----------------------- | -------------------------- | ------------- |
| 1953 | Giữ làng giữ nước                                     | Không    | Có        | Có       | Trần Quốc Ấn, Quang Huy | Đạo diễn: NSND Mai Lộc     | [ 30 ] [ 31 ] |
| 1957 | Chống hạn                                             | Không    | Có        | Có       | Nguyễn Đắc, An Như Sơn  | Đạo diễn: Nguyễn Đắc       | [ 32 ]        |
| 1957 | Mùa xuân ở Việt Bắc                                   | Có       | Có        | Không    |                         |                            | [ 29 ] [ 33 ] |
| 1958 | Đại hội Anh hùng, Chiến sĩ thi đua lần 2              | Có       | Có        | Không    |                         |                            | [ 34 ]        |
| 1959 | Chống cưỡng ép di dân                                 | Không    | Có        | Có       |                         |                            | [ 35 ]        |
| 1959 | Khôi phục đập Bái Thượng                              | Không    | Có        | Có       |                         |                            | [ 36 ]        |
| 1959 | Khôi phục đường sắt Hà Nội – Mục Nam Quan             | Không    | Có        | Có       |                         |                            | [ 36 ]        |
| 1960 | Nhà máy dệt Nam Định                                  | Có       | Có        | Không    |                         |                            | [ 37 ]        |
| 1961 | Hợp tác xã Thành Công – lá cờ đầu ngành tiểu thủ công | Có       | Không     | Không    |                         |                            | [ 38 ] [ 38 ] |
| 1965 | Hải Phòng sáng mãi                                    | Có       | Không     | Không    |                         |                            | [ 39 ] [ 40 ] |
| 1974 | Tấm lòng hậu phương                                   | Có       | Không     | Không    | Phạm Ngọc Lan           |                            | [ 41 ]        |
| 1985 | Vùng mỏ con người và lịch sử                          | Có       | Không     | Không    | NSND Nguyễn Đăng Bảy    | Biên kịch: Đặng Huỳnh Thái | [ 42 ]        |
| 1990 | Nguồn sáng                                            | Có       | Không     | Không    |                         | Biên kịch: Bành Bảo        | [ 43 ]        |
| 1991 | Một chặng đường đổi mới                               | Có       | Không     | Không    |                         |                            | [ 44 ]        |
|      | Đại hội Đảng - những mốc lịch sử                      | Có       | Không     | Không    |                         |                            | [ 45 ]        |

### Phim truyện
| Năm  | Phim                                 | Vai trò  | Vai trò   | (Đồng) Biên kịch  | Đồng đạo diễn | Chú         | Nguồn                |
| Năm  | Phim                                 | Đạo diễn | Biên Kịch | (Đồng) Biên kịch  | Đồng đạo diễn | Chú         | Nguồn                |
| ---- | ------------------------------------ | -------- | --------- | ----------------- | ------------- | ----------- | -------------------- |
| 1964 | Kim Đồng                             | Có       | Không     | Tô Hoài           | Nông Ích Đạt  | [ a ]       | [ 46 ] [ 47 ]        |
| 1967 | Cô giáo Hạnh                         | Có       | Có        |                   | Phạm Kỳ Nam   |             | [ 48 ] [ 49 ]        |
| 1971 | Người cộng sản trẻ tuổi              | Có       | Có        | Đào Công Vũ       |               | [ b ]       | [ 51 ] [ 52 ]        |
| 1974 | Người con gái đất đỏ                 | Có       | Không     | Ngọc Truyền       |               | [ c ]       | [ 27 ] [ 54 ]        |
| 1977 | Bản danh sách mật                    | Có       | Không     | Hồng Lực, Kim Sơn |               | [ d ]       | [ 55 ] [ 56 ]        |
| 1979 | Con chim biết chọn hạt               | Có       | Có        |                   |               |             | [ 57 ] [ 58 ]        |
| 1980 | Chuyện đời không đơn giản            | Có       | Không     | Nghiêm Đa Văn     |               | [ e ]       | [ 59 ] [ 60 ]        |
| 1983 | Khoảnh khắc yên lặng của chiến tranh | Có       | Có        | Nguyễn Anh Dũng   | Trần Phi      |             | [ 61 ] [ 62 ] [ 63 ] |
| 1996 | Sáng mãi tên anh                     | Có       | Không     | Nguyệt Anh        |               | [ f ]       | [ 64 ]               |
| 1998 | Sau luỹ tre làng                     | Có       | Không     | Đoàn Trúc Quỳnh   |               | [ f ] [ g ] | [ 65 ]               |

### Diễn viên
| Năm  | Phim            | Vai diễn  | Đạo diễn                                   | Nguồn  |
| ---- | --------------- | --------- | ------------------------------------------ | ------ |
| 1964 | Kim Đồng        | Tây Đồn   | Vũ Phạm Từ                                 | [ 47 ] |
| 1976 | Sao tháng Tám   | Thừa Thái | Nghệ sĩ nhân dân Trần Đắc                  | [ 66 ] |
| 1980 | Chị Dậu         | Lục Sự    | Nghệ sĩ nhân dân Phạm Văn Khoa             | [ 67 ] |
| 1987 | Thủ lĩnh áo nấu | Lê Hoan   | Nghệ sĩ nhân dân Trần Phương               | [ 68 ] |
| 1990 | Lan và Điệp     | Cụ Tú     | Nghệ sĩ nhân dân Trần Vũ, Nguyễn Hữu Luyện |        |

## Thành tựu

### Huân chương
- Huân chương Kháng chiến chống Pháp hạng Nhì,
- Huân chương Kháng chiến chống Mỹ hạng Nhất,
- Huân chương Độc lập,
- Huy chương vì sự nghiệp điện ảnh.

### Giải thưởng
| Năm  | Lễ trao giải                      | Hạng mục                                  | Tác phẩm                | Kết quả       | Nguồn  |
| ---- | --------------------------------- | ----------------------------------------- | ----------------------- | ------------- | ------ |
| 1957 | Tuần lễ phim châu Á (Bắc Kinh)    |                                           | Mùa xuân ở Việt Bắc     | Bằng khen     | [ 29 ] |
| 1964 | Liên hoan phim Á Phi              | Phim thiếu nhi hay nhất                   | Kim Đồng                | Giải Bandung  | [ 23 ] |
| 1964 | Liên hoan phim Á Phi              | Quay phim, dựng phim, diễn xuất vai chính | Kim Đồng                | Giải Lumunba  | [ 23 ] |
| 1970 | Liên hoan phim Việt Nam lần thứ 1 | Phim truyện điện ảnh                      | Cô giáo Hạnh            | Bông sen bạc  | [ 69 ] |
| 1973 | Liên hoan phim Việt Nam lần thứ 2 | Phim truyện điện ảnh                      | Kim Đồng                | Bông sen bạc  | [ 23 ] |
| 1973 | Liên hoan phim Việt Nam lần thứ 2 | Phim truyện điện ảnh                      | Người cộng sản trẻ tuổi | Bằng khen     | [ 70 ] |
| 1973 | Liên hoan phim Việt Nam lần thứ 2 | Phim tài liệu                             | Giữ làng giữ nước       | Bông sen vàng | [ 71 ] |
| 1973 | Liên hoan phim Việt Nam lần thứ 2 | Phim tài liệu                             | Chống hạn               | Bông sen vàng | [ 72 ] |

## Gia đình
- Ông nội: Vũ Phạm Hàm, Đốc học Hà Nội, Án sát các tỉnh Hưng Hóa, Hải Dương.
- Bà nội: Lê Thị Thọ
- Cha: Vũ Phạm Phổ, Tri phủ Lục Ngạn, Hội trưởng Hội Liên Việt huyện Lục Ngạn.
- Mẹ: Nguyễn Thị Thìn
- Anh chị em:
  - Vũ Phạm Thị Thăng (1924 – 25 tháng 8 năm 2019): nguyên Hiệu trưởng Trường Sư phạm Mẫu giáo Trung ương. Chồng bà là Đại tá, Nhà giáo Ưu tú Phạm Văn Các, nguyên giáo viên Học viện An ninh nhân dân.[73]
  - Vũ Phạm Thuyên: Đại tá, nguyên Trưởng phòng Vũ khí phòng không của Cục Quân khí. Con trai là Vũ Phạm Quyết Thắng, nguyên Phó tổng Thanh tra Chính phủ.[74]
  - Vũ Phạm Chánh (sinh năm 1936): nhà báo, nhà văn, từng là quay phim cho Điện ảnh Quân đội, phóng viên cho Báo Giao thông vận tải, nguyên Chánh văn phòng của Bộ Giao thông Vận tải, ủy viên Hội đồng Khoa học Hội Khoa học Kỹ thuật Cầu đường Việt Nam.[75] Truyện ngắn "Lửa đêm" của ông từng được đăng trên Báo Văn nghệ vào năm 1965, và đã trở thành tiền đề cho kịch bản bộ phim Rừng O Thắm.[76] Ông là tác giả của cuốn truyện ký "Trước mặt là con đường" về một kỹ sư cầu đường.[77]
  - Vũ Phạm Chuân (15 tháng 8 năm 1940 – 4 tháng 10 năm 1968): nhà quay phim chiến trường, từng tốt nghiệp trường điện ảnh VGIK ở Liên Xô năm 1965 và làm việc tại Xưởng Phim truyện Việt Nam. Ông từng quay một số bộ phim như Lửa rừng, Rừng O Thắm, và qua đời tại chiến trường phía tây Quảng Đà khi mới 28 tuổi.[78]